# Mason Ewing Corporation
Mason Ewing Corporation est une holding basée à Los Angeles (États-Unis) dirigée et créée par Mason Ewing en 2011. 
Elle œuvre principalement dans les secteurs de la mode, le cinéma, la musique et la littérature mais a aussi d’autres secteurs d’activités tels que les cosmétiques.

## Description
L’entreprise a des filiales dans plusieurs pays comme Mason Ewing Corporation (Canada), Les Entreprises Ewing (France) et Ewingwood (Cameroun)[source secondaire souhaitée]. 
Cependant, c’est le pôle de la mode qui a fait connaître l’entreprise. La marque de vêtement Mason Ewing compte une ligne de tee-shirt avec du braille et une autre ligne où il y a la gamme Espoir pour l'avenir.
Le pôle littérature a ouvert ses portes en 2019 sous le nom d'Ewing Publication. Le premier livre Les Yeux du destin a été publié le 1er novembre 2019[source secondaire souhaitée].

## Pôles principaux

### Mode
L'entreprise Mason Ewing est une filiale qui appartient à Mason Ewing Corporation. Elle est créée par Mason Ewing quelques années avant l’ouverture de la holding. Ses parrains sont Emmanuel Petit (champion du monde de football 1998) et Olivier Lapidus (fils du couturier Ted Lapidus). Dans cette marque, se trouvent : 
- une ligne de tee-shirt avec du braille accessible pour les voyants et non voyants[6]. À l’origine, Mason Ewing lui-même non voyant, fut indigné que les personnes dans le même handicap que lui ne puissent par reconnaître eux-mêmes la couleur des vêtements qu’ils portent[7], obligeant l’assistance de quelqu’un d’autre pour s’habiller. Voulant rendre autonome les personnes en situation de handicap visuel, il eut l’idée d’apposer du braille sur des tee-shirts, polos, débardeurs, etc. Ainsi, les non voyants peuvent s’habiller seuls en mariant eux-mêmes les couleurs. Sur ce même vêtement, se retrouve le bébé Madison dans plusieurs situations (sur un skate, sur un BMX, avec une guitare…)[8],[9]. Le braille apposé sur les vêtements décrit aussi l’activité de ce bébé. 5 % des montants reviennent à l’association SOS Madison International[10]. Ces vêtements sont vendus au musée Louis Braille[11] ;
- une seconde ligne, créée par Mason Ewing en hommage à sa mère Marie elle-même couturière, styliste et modéliste. Des personnalités ont porté ces robes telles que Rachel Legrain-Trapani (Miss France 2007)[12] et Rebecca Ayoko (ex-égérie d’Yves Saint Laurent). Dès le premier défilé, la marque a intéressé des personnalités. C’est avec la collection « Espoir pour l'avenir » que la marque organise des défilés dans plusieurs pays comme en France (l’Eurosites du George-V),[13], Cameroun (hôtel Hilton de Yaoundé), à Saint-Martin (pour l’élection de Miss Caraïbes) ou encore en Martinique ;
- la collection de sous-vêtements pour femmes Elisa Charnel (présentée en même temps qu'« Espoir pour l'avenir »). Dans celle-ci, toutes les lingeries sont dotées d’un design particulier.[réf. nécessaire]

### Audiovisuel
L’audiovisuel est la première passion de Mason Ewing. La télévision est un moyen qui l’a aidé à tenir lors de sa maltraitance pendant son enfance. 
C’est avec le court métrage Descry que le pôle audiovisuel prit son élan[réf. souhaitée]. Depuis, ce pôle créé des films d’animation comme Les Aventures de Madison, mettant en scène le bébé Madison et son ami Johan. Viennent ensuite les aventures de Pilou et Michou, un dessin animé pour enfants racontant l’histoire de gens simples à la fin du XVIIIe siècle. Pilou est un jeune homme écervelé de dix-sept ans qui vit avec sa mère Cunégonde et sa grand-mère Michou.[réf. nécessaire]
Outre les films d’animations destinés pour les enfants, Mason Ewing Corporation produit des séries télévisées pour adolescents. Elles sont aussi sont porteur de messages forts comme la famille, les tabous de société et le pouvoir. Ainsi, on retrouve Mickey Boom, une série produite par la filiale française, Eryna Bella produite à Los Angeles et Deux plus trois dans le même pays.
Fin 2014, il vend son court métrage Une Lueur d'Espoir au groupe France Télévisions.
Fidèle a ses origines maternelles, Mason Ewing a produit en 2016 un film intitulé Orishas réalisé par Yann Loïc Kieffoloh, évoquant une mythologie la mythologie africaine, les Orishas. Ce long métrage sort dans les salles le 27 novembre 2016 en commençant par Montréal, où a lieu son avant-première. 
En début d’année 2017 Mason Ewing Corp. s’engage sur la production du film Rainbow Bridge : The Story of Peter and Emily  et la saga Satanic Verses,,. Sur ces projets, elle est en coproduction avec Titan Media Group et City Gate Management. Avec ces dernières, elle produira également le film Time Captured. Au courant cette année, Mason Ewing Corporation va produire le premier volet de la trilogie d’horreur / fantastique Elie Grimm : L'Enfant maudit.
Concernant l'Afrique, le tournage de Coup de foudre à Yaoundé débute courant 2018. Ce film fera l'ouverture de Ewingwood, la filiale camerounaise de Mason Ewing Corporation.

## Filmographie
- 2011 : Descry
- 2016 : Orishas : The Hidden Pantheon
- 2017 : Névroses
- 2017 : Comme Les Autres
- 2017 : Le Plus Beau Cadeau de ma Mère

## À venir

### Audiovisuel
- 2019 : Mickey Boom
- 2020 : Coup de Foudre à Yaoundé